# Фосфид плутония
Фосфид плутония — бинарное неорганическое соединение
плутония и фосфора
с формулой PuP,
чёрные кристаллы.

## Получение
- Сплавление избытка фосфора и порошкообразного плутония, с последующей отгонкой непрореагировавшего фосфора:

{\displaystyle {\mathsf {Pu+P\ {\xrightarrow {600-700^{o}C}}\ PuP}}}
- Пропускание фосфина через нагретый гидрид плутония:

{\displaystyle {\mathsf {PuH_{3}+PH_{3}\ {\xrightarrow {600^{o}C}}\ PuP+3H_{2}}}}

## Физические свойства
Фосфид плутония образует чёрные кристаллы
кубической сингонии,
пространственная группа F m3m,
параметры ячейки a = 0,5660 нм, Z = 4,
структура типа NaCl.